# Lamprogrammus brunswigi
Lamprogrammus brunswigi är en fiskart som först beskrevs av Brauer, 1906.  Lamprogrammus brunswigi ingår i släktet Lamprogrammus och familjen Ophidiidae. Inga underarter finns listade i Catalogue of Life.